# Patsy Kensit
Patsy Kensit (Hounslow, London, 1968. március 4. –) angol színésznő, modell és énekesnő. Az Eighth Wonder együttes énekesnője 1983–1989 között.

## Fiatalkora
Patsy Kensit Margaret Rose Doohan és James Henry Kensit második gyermekeként született 1968-ban. Anyja publicista és hívő katolikus, apja a hírhedt londoni gengszterpáros, a Kray ikrek társa volt. Feltehetően családi hagyományokat folytatott, hiszen az apai nagyapa ismert rabló és hamisító volt. Patsynek van egy öt évvel idősebb bátyja, Jamie.
Iskolái: Newland House School, St Catherine's School, Twickenham and Corona Theatre School. 

## Pályafutása
Patsy négyéves korában szerepelt először a For the Love of Ada című romantikus vígjátékban. 1974-ben A nagy Gatsby című filmben ő volt Pamela Buchanan, Daisy (Mia Farrow) és Tom (Bruce Dern) lánya. A Roger Moore és Susannah York főszereplésével készült 1974-es Aranybánya című filmben is feltűnt, majd ő lehetett Mytyl Elizabeth Taylor, Ava Gardner és Jane Fonda mellett A kék madár című családi filmben. 1977 és 1978 között a The Foundation című televíziós sorozatban ő alakította Emma Prince-t, 24 részen keresztül. Ezután több sorozatban láthattuk egy-egy epizód erejéig, majd 1986-ban rábízták az Abszolút kezdők című zenés film egyik főszerepét. A filmes ismertséget azonban a Halálos fegyver 2. hozta el számára 1989-ben, Rika Van Den Haas, a dél-afrikai konzulátus titkárnőjének szerepében. Ezt követően sorra kapta a főszerepeket olyan filmekben, mint például a Halálos hajóút, a Kék tornádó, az Időzített bomba, vagy a Frivol vallomások.
2004 és 2006 között az 1972-ben kezdődött és azóta is tartó szappanopera-sorozat, az Emmerdale Farm 113 epizódjában játszotta Sadie Sinclairt. Ezután átváltott a Holby Városi Kórház című sorozatra, ahol Faye Byrne szerepében láthatjuk.
A televíziózás mellett énekesnőként is ismert: az 1983-tól 1989-ig aktív Eighth Wonder nevű brit popegyüttes énekesnője volt, legismertebb daluk az 1988-as I'm Not Scared, melyet a Pet Shop Boys írt és később ők maguk is feldolgoztak. Az Eighth Wonder együttesnek két nagylemeze, két válogatásalbuma és nyolc kislemeze jelent meg.

## Filmográfia

### Film
| Év   | Magyar cím                              | Eredeti cím                  | Szerep                                                | Magyar hang        |
| ---- | --------------------------------------- | ---------------------------- | ----------------------------------------------------- | ------------------ |
| 1972 |                                         | For the Love of Ada          | kislány (stáblistán nem szerepel)                     |                    |
| 1974 | A nagy Gatsby                           | The Great Gatsby             | Pamela Buchanan                                       |                    |
| 1974 | Aranybánya                              | Gold                         | kislány a karácsonyi partin (stáblistán nem szerepel) |                    |
| 1975 |                                         | Alfie Darling                | Penny                                                 |                    |
| 1975 |                                         | Hennessy                     | Angie Hennessy                                        |                    |
| 1976 | A kék madár                             | The Blue Bird                | Mytyl                                                 | Esze Dóra          |
| 1979 |                                         | Lady Oscar                   | Oscar                                                 |                    |
| 1979 | Hanover Street                          | Hanover Street               | Sarah Sellinger                                       | Roatis Andrea      |
| 1979 |                                         | Quincy’s Quest               | Jennifer                                              |                    |
| 1986 | Abszolút kezdők                         | Absolute Beginners           | Suzette                                               |                    |
| 1988 | Don Bosco – Az ifjúság atyja és mestere | Don Bosco                    | Lina                                                  |                    |
| 1989 | Kisvárosi komédia                       | A Chorus of Disapproval      | Linda Washbrook                                       |                    |
| 1989 | Halálos fegyver 2.                      | Lethal Weapon 2              | Rika van den Haas                                     | Hegyi Barbara      |
| 1989 | Halálos fegyver 2.                      | Lethal Weapon 2              | Rika van den Haas                                     | Rudolf Teréz       |
| 1990 | Chicago Joe                             | Chicago Joe and the Showgirl | Joyce Cook                                            |                    |
| 1990 | Halálos hajóút                          | Der Skipper                  | Su                                                    | Orosz Helga        |
| 1990 | Telitalálat!                            | Bullseye!                    | beteg nő a vonaton (cameo)                            |                    |
| 1991 | Kék tornádó                             | Blue Tornado                 | Isabella                                              | Kisfalvi Krisztina |
| 1991 | Időzített bomba                         | Timebomb                     | Dr. Anna Nolmar                                       | Csere Ágnes        |
| 1991 | Frivol vallomások                       | Twenty-One                   | Katie                                                 |                    |
| 1991 | Beltenebros                             | Prince of Shadows            | Rebeca                                                | Farkasinszky Edit  |
| 1992 | Kend a portásra!                        | Blame It on the Bellboy      | Caroline Wright                                       | Rák Kati           |
| 1992 |                                         | The Turn of the Screw        | Jenny                                                 |                    |
| 1993 | Halálos összeesküvés                    | Bitter Harvest               | Jolene                                                | Kisfalvi Krisztina |
| 1993 | Telihold                                | Full Eclipse                 | Casey Spencer                                         | Györgyi Anna       |
| 1995 |                                         | Kleptomania                  | Julie                                                 |                    |
| 1995 | Angyalok és rovarok                     | Angels & Insects             | Eugenia Alabaster Adamson                             | Götz Anna          |
| 1995 | A látnok                                | Dream Man                    | Kris Anderson                                         | Spilák Klára       |
| 1996 | A szerelem hangja                       | Grace of My Heart            | Cheryl Steed                                          |                    |
| 1999 |                                         | Speedway Junky               | Donna                                                 |                    |
| 1999 |                                         | Janice Beard 45 WPM          | Julia                                                 |                    |
| 2000 |                                         | The Pavilion                 | Clara Huddlestone                                     |                    |
| 2000 |                                         | Best                         | Angie Best                                            |                    |
| 2001 |                                         | Things Behind the Sun        | Denise                                                |                    |
| 2001 | Bad karma – Visszajáró lelkek           | Bad Karma                    | Maureen Hatcher                                       | Orosz Helga        |
| 2002 | Az igazi                                | The One and Only             | Stella                                                | Szénási Kata       |
| 2002 | Apámra ütök                             | Who’s Your Daddy?            | Heather McKay                                         |                    |
| 2003 |                                         | Darkness Falling             | Vicki                                                 |                    |
| 2003 | Gyilkos menedék                         | Shelter Island               | Alex Delamere                                         | Bertalan Ágnes     |
| 2006 |                                         | Played                       | Cindy                                                 |                    |
| 2007 |                                         | The Magic Door               | Rachel                                                |                    |
| 2021 |                                         | The Pebble and the Boy       | Sonia                                                 |                    |
| 2022 | Renegátok                               | Renegades                    | Judy Carver                                           |                    |

### Televízió
| Év        | Magyar cím               | Eredeti cím                                 | Szerep                      | Megjegyzések                                                         |
| --------- | ------------------------ | ------------------------------------------- | --------------------------- | -------------------------------------------------------------------- |
| 1973      |                          | The Brothers                                | kisgyermek                  | 1 epizód                                                             |
| 1974      |                          | Z-Cars                                      | Joanna Page                 | 1 epizód                                                             |
| 1975      |                          | Churchill's People                          | Brewster gyermek            | 1 epizód                                                             |
| 1976      |                          | Dickens of London                           | Georgina Hogarth            | minisorozat (2 epizód)                                               |
| 1977–1978 |                          | The Foundation                              | Emma Prince                 | 24 epizód                                                            |
| 1978      |                          | Armchair Thriller                           | Tessa                       | 5 epizód                                                             |
| 1979      |                          | The Legend of King Arthur                   | Morgan le Fay               | 1 epizód                                                             |
| 1979      | A régensherceg           | Prince Regent                               | Charlotte hercegnő fiatalon | minisorozat (2 epizód)                                               |
| 1979      |                          | Penmarric                                   | fiatal Mariana              | 2 epizód                                                             |
| 1980      |                          | Hannah                                      | Ruth Corder                 | 4 epizód                                                             |
| 1980      |                          | The Mystery of the Disappearing Schoolgirls | Daisy                       | tévéfilm                                                             |
| 1981      |                          | Great Expectations                          | fiatal Estella              | 2 epizód                                                             |
| 1982      |                          | Disneyland                                  | Pollyanna                   | 1 epizód                                                             |
| 1982      |                          | Flesh and Blood                             | Gwen Brassington            | 1 epizód                                                             |
| 1982      |                          | Frost in May                                | Nanda Gray                  | minisorozat (1 epizód)                                               |
| 1982      |                          | Schoolgirl Chums                            | Hilary                      | tévéfilm                                                             |
| 1983      |                          | The Tragedy of Richard III                  | Lady Margaret Plantagenet   | tévéfilm                                                             |
| 1983      |                          | Luna                                        | Luna                        | 6 epizód                                                             |
| 1984      |                          | Diana                                       | fiatal Diana                | minisorozat (2 epizód)                                               |
| 1985      | Korzikai testvérek       | The Corsican Brothers                       | Emilie du Cailland          | tévéfilm                                                             |
| 1985      |                          | Silas Marner: The Weaver of Raveloe         | Eppie                       | tévéfilm                                                             |
| 1989      |                          | Theatre Night                               | Louka                       | - 1 epizód - (A hős és a csokoládékatona) - magyar hangja Fehér Anna |
| 1991      | Szóval, házasok vagyunk? | Does This Mean We're Married?               | Deena                       | tévéfilm                                                             |
| 1992      |                          | Screen One                                  | Hetty Sorrel                | 1 epizód                                                             |
| 1993      | Mesék a kriptából        | Tales from the Crypt                        | Bridget                     | 1 epizód                                                             |
| 1993      | Telihold                 | Full Eclipse                                | Casey Spencer               | - tévéfilm - magyar hangja Györgyi Anna                              |
| 1994      | Kegyvesztettek           | Fall from Grace                             | Lady Deirdre Sebright       | tévéfilm                                                             |
| 1995      |                          | Love and Betrayal: The Mia Farrow Story     | Mia Farrow                  | tévéfilm                                                             |
| 1995      | Éjfélt üt az óra         | At the Midnight Hour                        | Elizabeth Guinness          | tévéfilm                                                             |
| 1995      |                          | Tunnel Vision                               | Kelly Wheatstone            | tévéfilm                                                             |
| 1996      |                          | French and Saunders                         | Patsy Kensit                | 3 epizód                                                             |
| 1998      | Élő bomba                | Human Bomb                                  | Marcia Weller               | tévéfilm                                                             |
| 1998      |                          | The Last Don II                             | Josie Cirolia               | 2 epizód                                                             |
| 2000      |                          | Aladdin                                     | hercegnő                    | tévéfilm                                                             |
| 2001      | Halálos tánc             | Loves Music, Loves to Dance                 | Darcy Scott                 | - tévéfilm - magyar hangja Vándor Éva                                |
| 2001      | Baleseti sebészet        | Casualty                                    | Charlotte Leith-Jones       | 1 epizód                                                             |
| 2002      | Gyilkos ösztön           | Murder in Mind                              | Angela Stephenson           | 1 epizód                                                             |
| 2004      |                          | Bo’ Selecta!                                | Patsy Kensit                | 1 epizód                                                             |
| 2004      |                          | Monkey Trousers                             | több szereplő               | tévéfilm                                                             |
| 2004      |                          | A Bear’s Christmas Tail                     | Helen Hennerson             | tévéfilm                                                             |
| 2004–2006 |                          | Emmerdale                                   | Sadie King                  | állandó szereplő                                                     |
| 2005      |                          | A Bear’s Tail                               | Helen Hennerson             | 6 epizód                                                             |
| 2006      |                          | Children’s Party at the Palace              | boszorkány                  | különkiadás                                                          |
| 2007      |                          | A Bucket o’ French & Saunders               | több szereplő               | 2 epizód                                                             |
| 2007–2019 | Holby Városi Kórház      | Holby City                                  | Faye Morton                 | állandó szereplő                                                     |
| 2012–2013 |                          | Lemon La Vida Loca                          | Patsy Kensit                | 2 epizód                                                             |
| 2017      |                          | Tina and Bobby                              | Betty Dean                  | minisorozat (2 epizód)                                               |
| 2020      |                          | Agatha Raisin                               | Emma Comfrey                | 1 epizód                                                             |
| 2021      | McDonald és Dodds        | McDonald & Dodds                            | Barbara Graham              | 1 epizód                                                             |
| 2023      |                          | EastEnders                                  | Emma Harding                | 16 epizód                                                            |

## Érdekességek
- Mind a négy volt férje zenész.